# Wandzin (województwo łódzkie)
Wandzin – wieś w Polsce położona w województwie łódzkim, w powiecie łaskim, w gminie Wodzierady.
W latach 1975–1998 miejscowość należała administracyjnie do województwa sieradzkiego.